# Matthijs Ooster
Matthias Ooster jun., auch Matthijs Ooster jun. (* 28. Oktober 1747 in Amsterdam; † 17. Januar 1842 in Utrecht) war ein niederländischer Kaufmann und Versicherer.

## Leben
Ooster wurde im Jahr 1771 Direktor des Levante-Handels (Directie van de Levantse Handel en de Navigatie op de Middellandse Zee, Amsterdam, Stadhuis, Op de Dam). Er zog im Jahr 1775 von seinem Landgut in Breukelen mit seiner Frau Clara Hillegonda aus der Familie Hooft nach Amsterdam, Herengracht 338, und wurde dort am 2. Februar 1777 Ratsherr/Schöffe (schepe). Er bekleidete diese Funktion zehn Jahre lang, bis er am 27. November 1787 durch Erbprinz Willem V. mitsamt einigen anderen Ratsherren dieser Funktion wegen nicht ausreichender Unterstützung des Hauses Oranien entsetzt wurde.
Bereits im Alter von 13 Jahren wurde er Kanonikus des Kapitels von St. Peter zu Utrecht, wahrscheinlich als Nachfolger seines Vaters. Erst acht Jahre später (1768) wurde er als solcher offiziell zugelassen. Es war eine weltliche Funktion, mit der ein gutes Einkommen verbunden war. Er wurde im Jahr 1768 Leiter des Leprahauses (Leprozenhuis) in Amsterdam.
Er verließ aus patriotischen Gründen die Niederlande und zog 1788 nach Frankfurt. In der Nachbarstadt Offenbach am Main hatte er eines der schönsten Häuser. Er bezeichnete sich als General-Commerz-Intendant und war einer von drei Kommissaren der 1818 von ihm gegründeten Seehandelsgesellschaft in Amsterdam.

### Besitzungen
Matthias Ooster jun. erbte um 1757 das seinem Vater seit 1746 gehörende „Hofwerk“ zwischen Vechtvliet und Vijverhof an der Vecht bei Breukel (Provinz Utrecht). 1781 kaufte er das Haus Zandvliet mit den damals schon bestehenden englischen Landschaftsgärten in Lisse, Provinz Südholland, in der Nähe der Nordseeküste (heute Keukenhof), für 57.000 Gulden, wo er im Wechsel mit seiner Wohnung in Amsterdam lebte. Er verkaufte dieses auf 108 Morgen angewachsene Anwesen im Mai 1797 für 65.000 Gulden an den Rotterdamer Kaufmann Lucas Boon. Mit diesem Geld erwarb er 1798 das Gut Borstel zu einem Preis von 314.000 Reichstalern. Ooster, dessen Frau Anfang 1800 starb und in der Sülfelder Kirche mit der Auflage bestattet wurde, das Grab in den nächsten 100 Jahren nicht zu öffnen, verkaufte das Gut Borstel schon im Jahr 1801 an den Dömitzer Stadthauptmann Joachim Christoph Janisch. Ooster erwarb um 1801/1802 das Allodialgut Horst (Amt Boitzenburg/Elbe) vom Landsyndikus Detlev Friedrich Dreves, welches dieser kurz zuvor Joachim Christoph Janisch abgekauft hatte.
1803 kaufte er das Gut Muggesfelde (zwischen Plön und Segeberg), das er 1807 wieder verkaufte, um es dann noch einmal kurzfristig bis 1820 zu akquirieren. Er erwarb 1828 das Landgut Oostbroek in De Bilt (und die Bauernhöfe in Bilthoven) nordöstlich von Utrecht, das er bis zu seinem Tod 1842 behielt.

## Privatleben
Matthias (Matthijs) Ooster war in erster Ehe (⚭ 1. November 1772) mit Clara Hillegonda Hooft (1749–1800), in zweiter Ehe (⚭ 28. Dezember 1803 in Lausanne) mit Christine Elisabeth Rosalie de Montrand (1784–1811) und in dritter Ehe (⚭ 21.  Januar 1812 in Rolle/Genfer See) mit Catherine Françoise Marguerite Louise Henriette de Roveréa verheiratet. Aus seiner ersten Ehe entstammten drei Kinder: Anna Catharina Elisabeth († 1773), Marie Cornelia Margaretha (1774–1803) und Matthijs († 1777).

## Porträts
Jan Adam Kruseman (1804–1862) porträtierte Matthijs Ooster im Jahr 1831. Das Bild hängt im Central Bureau for Genealogy in Den Haag/Niederlande.
Coenrad Hamburger (1809–1871) fertigte von dem Porträt eine Miniatur an, die in der Sammlung des Iconographic Bureaus des Rijksbureaus voor Kunsthistorische Documentatie (RKD) in Den Haag aufbewahrt wird.